# محمد علي كريم
محمد علي كريم، من مواليد 25 يونيو 1986 في العراق، لاعب كرة قدم عراقي.
يلعب حاليا مع نادي أربيل.
بدأ باللعب مع منتخب العراق لكرة القدم في عام 2007.

## روابط خارجية
- محمد علي كريم على موقع الاتحاد الدولي (مؤرشف)  (الإنجليزية)
- محمد علي كريم على موقع ناشيونال فوتبول تيمز (الإنجليزية)
- محمد علي كريم على موقع كووورة